# 자동심장충격기

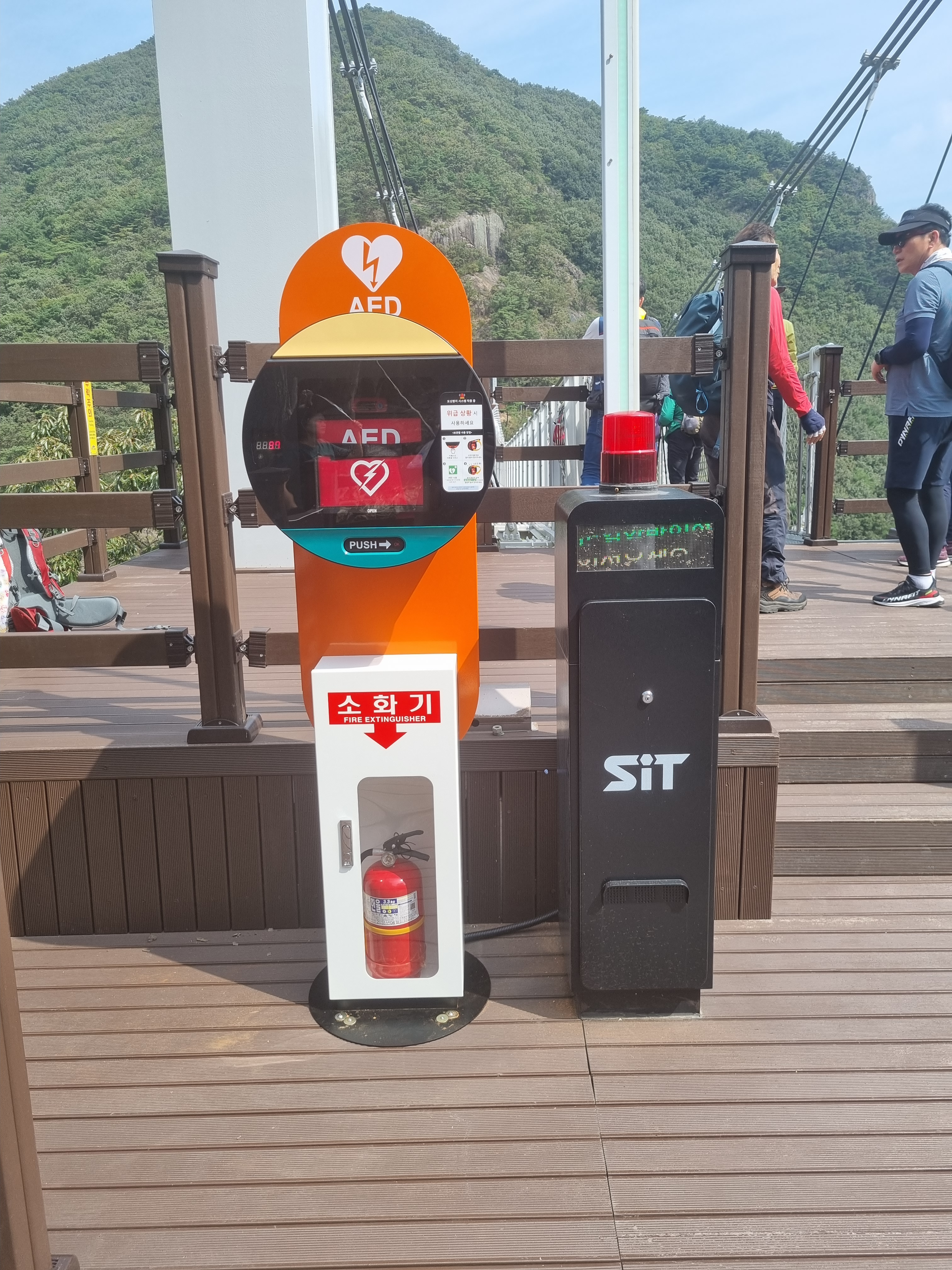
진안 운일암반일암 구름다리에 설치된 AED

자동심장충격기(自動心臟衝擊機, 영어: automated external defibrillator, AED) 또는자동제세동기(自動除細動器)는 심실세동 또는 심실빈맥으로 인해 심장의 기능이 정지하거나 호흡이 멈추었을 때 사용하는 응급 처치 기기이다. 심폐소생술 교육을 받지 않은 일반인도 사용할 수 있으며, 주변에 심정지환자가 발생한 경우 선한 사마리아인 법을 따라 적극적으로 사용하여야 한다. 공공장소 및 다중이용시설의 경우 보건복지부 응급의료에 관한 법률 제47조의2 및 동법 시행령 26조의2를 따라 자동제세동기 설치가 의무이다 (예를 들어, 공항, 철도, 경마장, 운동장, 체육관, 500세대가 넘는 공동주택 등). 그러나 관공서 업무시간 외 실외에서 발생되는 상황에는 설치 장소의 접근이 어려운 실정이다. 2023년 인천광역시에서는 자동심장충격기를 24시간 사용할 수 있도록 인천광역시 응급의료 지원에 관한 조례 제11조 1항을 규정하고 있다.

## 사용법
자동제세동기의 사용법은 다음과 같다. 대체로 자동제세동기는 전원을 켠 후 해당 단계마다 안내음성이 나온다.
1. 자동제세동기 도착
2. 전원 켜기 (자동제세동기의 1번 버튼을 누른다.
3. 두 개의 패드를 가슴에 부착 후 자동제세동기에 연결
4. 심장리듬 분석 (자동제세동기의 2번 버튼을 누른다.):심장리듬을 분석하는 동안 환자와 접촉하여서는 안된다.
5. 제세동 실시 (자동제세동기의 3번 버튼, 또는 번개모양이 그려진 버튼을 누른다.):제세동을 실시하는 동안 환자와 접촉하여서는 안된다.
6. 즉시 심폐소생술 다시 시행
7. 구급대 도착 전까지 4~7번 반복, 2분마다 자동제세동기가 자동으로 심장리듬을 분석한다.

## 같이 보기
- 심폐소생술(CPR)
- 제세동기